# Pironchamps
Pironchamps is een dorp in de Belgische provincie Henegouwen, en een deelgemeente van de Waalse gemeente Farciennes.
Pironchamps was sinds 1867, toen het afgesplitst werd van Pont-de-Loup, een zelfstandige gemeente tot ze bij de gemeentelijke herindeling van 1977 toegevoegd werd aan de gemeente Farciennes.

## Demografische ontwikkeling
- Bronnen:NIS, Opm:1831 tot en met 1970=volkstellingen, 1976= inwoneraantal op 31 december

## Bezienswaardigheden
- Église de l’Immaculée Conception